# Haplothismia exannulata
Haplothismia Griff. – gatunek wieloletnich, myko-heterotroficznych, naziemnopączkowych roślin bezzieleniowych z monotypowego rodzaju Haplothismia z rodziny Thismiaceae, występujący w południowych Indiach.
Nazwa naukowa rodzaju została utworzona poprzez dodanie pochodzącego z języka greckiego przedrostka απλο (haplo- – prosty) do nazwy rodzaju Thismia.

## Morfologia
KorzenieWiązkowe, koralowate.
LiścieZredukowane, łuskowate.
KwiatyKwiaty obupłciowe, 6-pręcikowe, pojedyncze lub rzadziej 3–6 zebrane w wierzchotkę jednoramienną. Okwiat pojedynczy, kremowy. Listki okwiatu zrośnięte dzbankowato lub dzwonkowato, położone w 2 okółkach, równej długości. Pręciki o nitkach zrośniętych z okwiatem, wolne, wierzchołkowo zakrzywione. Zalążnia jednokomorowa.
OwoceTorebki.

## Systematyka
Według APW (aktualizowany system APG IV z 2016) rodzaj Haplothismia należy do rodziny Thismiaceae, w rzędzie pochrzynowców (Dioscoreales) w obrębie kladu jednoliściennych (monocots).